# Westelijke tapuittangare
De westelijke tapuittangare (Calyptophilus tertius) is een zangvogel uit de familie Calyptophilidae (tapuittangaren).

## Verspreiding en leefgebied
Deze soort is endemisch op Hispaniola, met name in zuidelijk Haïti en de uiterst zuidwestelijke Dominicaanse Republiek.